# Плоская Дубрава
Плоская Дубрава — село в Моршанском районе Тамбовской области России. Входит в состав Крюковского сельсовета.

## География
Село находится в северной части области, в лесостепной зоне, в пределах Окско-Донской низменной равнины, на правом берегу реки Питерки, на расстоянии примерно 4 километров (по прямой) к юго-западу от города Моршанска, административного центра района. Абсолютная высота — 126 метров над уровнем моря.

### Климат
Климат умеренно континентальный, относительно сухой, с холодной продолжительной зимой и тёплым летом. Средняя температура воздуха самого холодного месяца (января) — −11,3 °C (абсолютный минимум — −43 °C); самого тёплого месяца (июля) — 19,7 °C (абсолютный максимум — 39 °С). Период с положительной температурой выше 10 °C длится 145 дней. Среднегодовое количество атмосферных осадков составляет около 547 мм. Продолжительность залегания снежного покрова составляет в среднем 138 дней.

### Часовой пояс
Село Плоская Дубрава, как и вся Тамбовская область, находится в часовой зоне МСК (московское время). Смещение применяемого времени относительно UTC составляет +3:00.

## Население
| 2002 | 2010 |
| ---- | ---- |
| 130  | ↗133 |

### Половой состав
По данным Всероссийской переписи населения 2010 года в гендерной структуре населения мужчины составляли 48,1 %, женщины — соответственно 51,9 %.

### Национальный состав
Согласно результатам переписи 2002 года, в национальной структуре населения русские составляли 100 % из 130 чел.